# Segona categoria del Campionat de Catalunya de futbol 1916-1917
Resultats de la lliga de Segona categoria del Campionat de Catalunya de futbol 1916-1917.

## Sistema de competició
La competició, anomenada Segona Categoria, va ser disputada en diversos campionats provincials, com Barcelona, Girona, Tarragona o les Illes Balears. El campionat de Barcelona, també anomenat de Segona Lliga, fou dividit en cinc grups zonals, formats pels clubs del Maresme, Barcelonès, Baix Llobregat, Vallès i Bages. Els campions de cada grup s'enfrontaren en una fase final per decidir el campió de Barcelona.
La informació apareguda a la premsa de l'època era molt minsa, gairebé sense resultats i amb informació poc clara sobre el format de competició.

## Primera fase
Els clubs de Barcelona foren dividits en cinc grups:
- Centre de Sports Martinenc, Universal FC, CE Europa, FC Martinenc, Andreuenc FC. El FC Martinenc en fou campió.
- FC Badalona, CE Júpiter, Iluro SC, FC Bétulo. El CE Júpiter en fou campió.
- Català SC, FC Barcino, Agrupació Deportiva Canigó, New Catalonia FBC, FC Canadiense. El Català SC en fou campió.
- FC Stadium, Centre de Sports de Sants, FC Colònia Güell, FC Santboià, Atlètic SC de Sants. El Centre de Sports de Sants en fou campió.
- FC Terrassa, CS Manresa, Mercantil FC, l'Avenç de l'Sport. El Centre de Sports Manresa en fou campió.

El darrer grup en finalitzar fou el cinquè, que es perllongà fins al més d'agost. El dia 24 de juny, Avenç i Manresa disputaren al camp de l'Atlètic de Sabadell el partit definitiu per decidir el campió, però amb el resultat d'empat a un gol, es produí una agressió a l'àrbitre i es suspengué el partit a 15 minuts del final. No fou fins al 26 d'agost que s'havien d'enfrontar al camp de l'Espanya els dos clubs per decidir el campió, però l'Avenç no s'hi presentà, proclamant-se campió el Manresa.

## Fase semifinal
Els cinc campions dels grups de Barcelona s'enfrontaren en una fase anomenada de semifinals. El format de la competició no està molt documentat a la premsa de l'època, però és de suposar que es disputà en forma de lligueta, a una volta en camp neutral, tots contra tots. Manca informació d'alguns dels partits. La competició es disputà durant els mesos d'estiu.

| Pos | Equip          | PJ | PG | PE | PP | GF | GC | DG  | Pts | Classificació |
| --- | -------------- | -- | -- | -- | -- | -- | -- | --- | --- | ------------- |
| 1   | CE Júpiter (Q) | 4  | 3  | 0  | 1  | 7  | 5  | +2  | 6   | Campió        |
| 2   | CS Manresa     | 4  | 3  | 0  | 1  | 13 | 4  | +9  | 6   |               |
| 3   | FC Martinenc   | 3  | 1  | 0  | 2  | 8  | 6  | +2  | 2   |               |
| 4   | CS de Sants    | 2  | 1  | 0  | 1  | 3  | 2  | +1  | 2   |               |
| 5   | Català SC      | 3  | 0  | 0  | 3  | 0  | 14 | −14 | 0   |               |

| Jornada       | Data       | Camp                 | Local - Visitant    | Resultat |
| ------------- | ---------- | -------------------- | ------------------- | -------- |
|               | ?          | ?                    | Català - Sants      | (s/d)    |
|               | ?          | ?                    | Sants - Martinenc   | (s/d)    |
| [ 9 ]         | 03-06-1917 | Camp del Martinenc   | Martinenc - Català  | 5-0      |
| [ 10 ]        | 24-06-1917 | Camp de l'Espanya    | Sants - Júpiter     | 2-0      |
| [ 11 ] [ 12 ] | 01-07-1917 | Camp del Barcelona   | Martinenc - Júpiter | 2-4      |
| [ 13 ]        | 26-08-1917 | ?                    | Júpiter - Català    | 1-0      |
| [ 14 ]        | 02-09-1917 | Camp de l'Atlètic S. | Manresa - Sants     | 2-1      |
| [ 15 ]        | 09-09-1917 | Camp de l'Espanyol   | Manresa - Martinenc | 2-1      |
| [ 16 ]        | 16-09-1917 | Camp de l'Espanya    | Júpiter - Manresa   | 2-1      |
| [ 17 ]        | 23-09-1917 | Camp de l'Espanya    | Català - Manresa    | 0-8      |
|               |            |                      |                     |          |

Manresa i Júpiter van acabar empatats a 6 punts al capdamunt de la classificació i van haver de disputar un partit de desempat. El CE Júpiter derrotà el Manresa i es proclamà campió de Barcelona de Segona Categoria.
| CE Júpiter | 1-0 | CS Manresa |
| ---------- | --- | ---------- |
| Esteva     |     |            |

## Fase final
Posteriorment es disputà una segona fase del Campionat de Catalunya de Segona Categoria amb la participació dels campions provincials catalans i balears. A Badalona s'enfrontaren el Reus Deportiu (campió de Tarragona) i l'Ateneu Palafrugellenc (campió de Girona). A Sabadell s'enfrontaren el CE Júpiter (campió de Barcelona) i el guanyador del campionat oficiós de Mallorca, la RS Alfons XIII FC.
| Reus Deportiu | 1-0           | Ateneu Palafrugellenc |
| ------------- | ------------- | --------------------- |
|               | [ 23 ] [ 24 ] |                       |

| RS Alfons XIII FC | 3-2           | CE Júpiter |
| ----------------- | ------------- | ---------- |
|                   | [ 23 ] [ 24 ] |            |

El Reus Deportiu fou desqualificat per haver alineat al jugador Vidiella, que havia jugat al quart equip de l'Espanyol durant la temporada. La RS Alfons XIII FC de Palma va vèncer a la final l'Ateneu Palafrugellenc per 3 a 1.
| RS Alfons XIII FC | 3-1    | Ateneu Palafrugellenc |
| ----------------- | ------ | --------------------- |
|                   | [ 27 ] |                       |

La Reial Societat Alfons XIII FC es proclamà campiona de Catalunya de Segona Categoria i es classificà per disputar la promoció d'ascens.

## Promoció d'ascens
La Reial Societat Alfons XIII FC renuncià a disputar la promoció enfront del FC Internacional per les dificultats que suposaria disputar el campionat de Catalunya de Primera Categoria la temporada següent.